# Rigaer Märtyrerstein

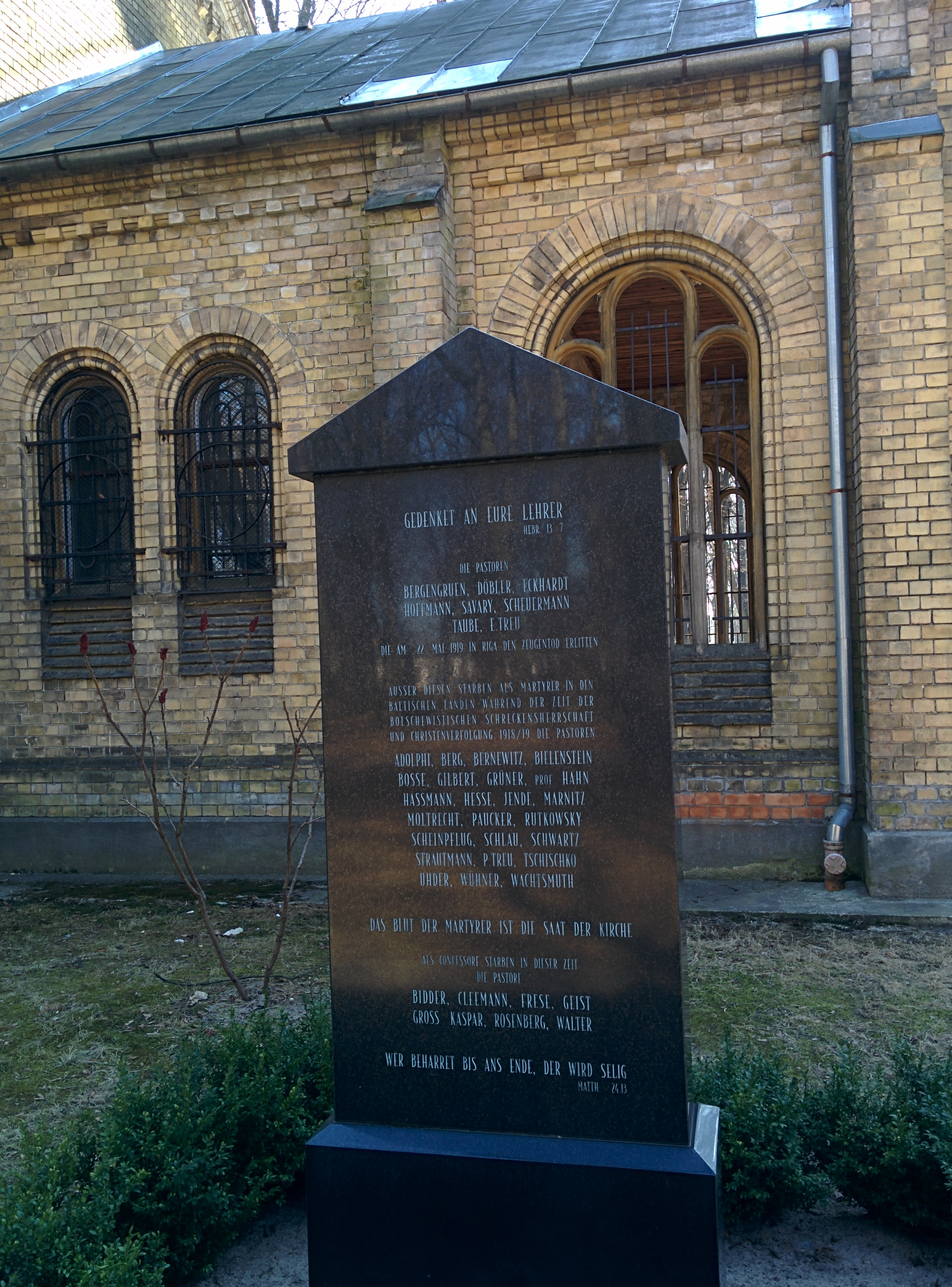
Vorderseite des Gedenksteins

Der Rigaer Märtyrerstein, eingeweiht am 22. Mai 1920, zerstört nach dem Zweiten Weltkrieg, 2006 neu eingeweiht, auch Gedenkstein „Für unsere Märtyrer“ genannt, ist ein Denkmal auf dem Großen Friedhof in Riga.

## Anlass
Der Rigaer Märtyrerstein wurde zur Erinnerung an die sogenannten baltischen Märtyrer errichtet; gemeint waren damit in diesem Fall eine Reihe von evangelischen Geistlichen, die während der bolschewistischen Besatzung des Baltikums im Lettischen Unabhängigkeitskrieg und im Estnischen Freiheitskrieg in den Jahren 1918 und 1919 getötet wurden.

## Einweihung
Der Rigaer Märtyrerstein wurde auf dem Großen Friedhof in Riga am 22. Mai 1920, dem ersten Jahrestag der Eroberung Rigas durch die Baltische Landeswehr, neben der Neuen Kapelle von den Kirchengemeinden eingeweiht. Da die Zukunft der Deutsch-Balten im unabhängigen Lettland unklar war, nachdem es 1919 auch Kämpfe zwischen diesen und den Letten gegeben hatte, handelte es sich um keine Jubelfeier; die Veranstalter versuchten, die Deutsch-Balten als Opfer, nicht als Befreier darzustellen. Dementsprechend wurde nur an zivile Opfer erinnert, und unter diesen nur an Geistliche. Das Gedenken wurde auf die Opfer der Bolschewiken beschränkt, da eine friedliche Koexistenz mit den Letten angestrebt war. Deutsch-Balten und Letten wurden als gemeinsame Opfer des Bolschewismus dargestellt, damit die Veranstaltung dem lettischen Staat nicht als Provokation erscheinen konnte.
Die Einweihungsfeier hatte das Thema „Märtyrer“. Lesungstexte waren Offb 6,9–11 , Offb 16,4–7 , Offb 19,6–9 , Offb 21,1–7  und Offb 22,16.17.20 . Predigttext war Apg 1,8 . Damit wurden die aufgelisteten Pastoren als Märtyrer für das Wort Gottes dargestellt. Die Auswahl der Bibelzitate deutet darauf hin, dass dies als Gottes Wille dargestellt werden sollte. Die Feier sollte also als Trost für eine Bevölkerungsgruppe dienen, die sich gefährdet sah. Die Kollekte war für die Waisen der Opfer bestimmt.

## Gestaltung und Inschrift

### Ursprüngliche Gestaltung
Der Rigaer Märtyrerstein war von Anfang an mit keinerlei antilettischen Aussagen beschriftet. Allerdings wurde das Leiden der Deutsch-Balten gegenüber dem der Letten ursprünglich bewusst in den Vordergrund gestellt, da die beteiligten Kirchengemeinden damals deutsch-baltisch dominiert waren; fast alle auf der Vorderseite des Steines gelisteten Personen gehörten der deutschsprachigen Bevölkerungsgruppe an, es fanden sich nur sieben Mitglieder der lettischen Ethnie.
Es handelt sich bei dem Stein um einen etwa 2,20 m hohen Obelisken aus schwarzem Granit. Im oberen Bereich der Vorderseite stehen die Namen der acht Pastoren, die im Rigaer Zentralgefängnis bei der Schlacht um Riga am 22. Mai 1919 von den sich zurückziehenden Rotarmisten ermordet wurden. (Siehe dazu den Artikel über Marion von Klot, die dabei ebenfalls ermordet wurde.) Im unteren Bereich stehen die Namen von 32 weiteren geistlichen Opfern der bolschewistischen Besatzung. Die Inschrift lautet:
„Hebr. 13.7 Gedenket an eure Lehrer: Die Pastoren Bergengruen, Doebler, Eckhardt, Hoffmann, Savary, Scheuermann, Taube, E. Treu, die am 22. Mai 1919 in Riga den Zeugentod erlitten. Außer diesen starben als Märtyrer in den baltischen Landen während der Zeit der bolschewistischen Schreckensherrschaft und Christenverfolgung 1918/1919 die Pastoren Adolphi, Berg, Bernewitz, Bielenstein, Bosse, Gilbert, Grüner, Prof. Hahn, Haßmann, Hesse, Jende, Marnitz, Moltrecht, Paucker, Rutkowski, Scheinpflug, Schlau, Schwartz, Strautmann, P. Treu, Tschischko, Uhder, Wühner, Wachtsmuth. Das Blut der Märtyrer ist die Saat der Kirche. Als Confessore starben in dieser Zeit die Pastoren Bidder, Cleemann, Frese, Geist, Gross, Kaspar, Rosenberg, Walter. Wer beharret bis ans Ende, der wird selig. Matth. 24.13“
Zu den Bibelzitaten siehe Hebr 13,7  und Mt 24,13 .

### Änderungen bei der Wiedererrichtung

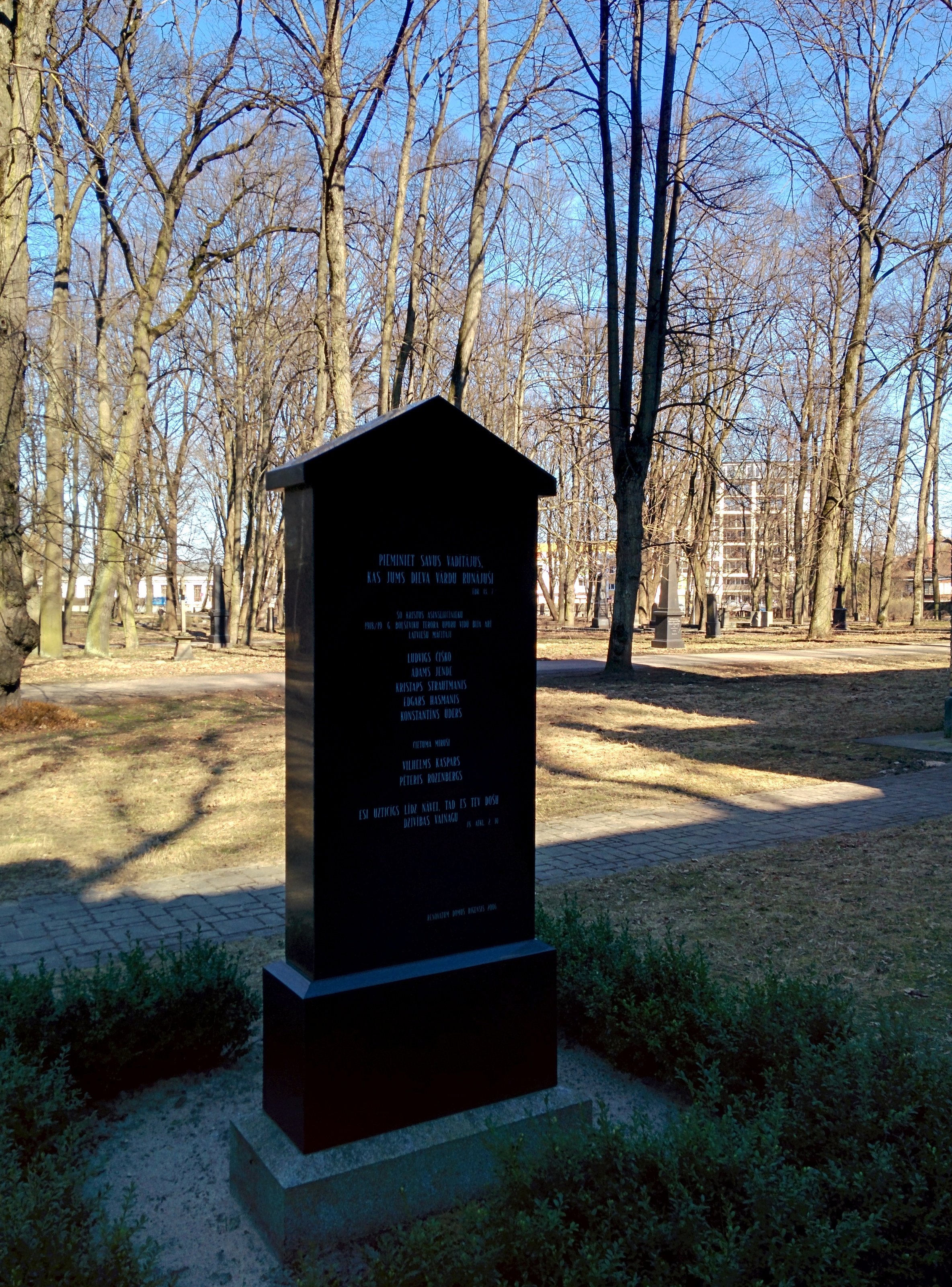
Rückseite mit den Namen von sieben ermordeten lettischen Pfarrern

Der 2006 wiedererrichtete Stein entspricht in der Gestaltung hinsichtlich Form, Schriftbild und Verzierungen nicht vollständig dem Original; es fand eine deutliche Modernisierung statt. Die waagerechte Oberseite wurde durch eine dreieckig zugespitzte ersetzt, während der ursprüngliche Stein eine dreieckige Kante an der Spitze aufwies, über der sich einige Schnörkel befanden, die den Bereich bis zur Oberseite auffüllten. Vier sternförmige Verzierungen an den Ecken des oberen Schriftfeldes des ursprünglichen Steines wurden weggelassen. Die Aufteilung in zwei durch eine Kante getrennte Schriftfelder für die Märtyrer beziehungsweise die Bekenner wurde ebenfalls aufgegeben, der gesamte Text der Vorderseite befindet sich jetzt auf einer einheitlichen Fläche. Der Wortlaut der Vorderseite wurde in Druckschrift übernommen, während der ursprüngliche Stein in einer schlechter lesbaren Schreibschrift beschriftet war. Die einzige textliche Änderung auf der Vorderseite besteht in der Vertauschung des oberen Bibelverses mit der entsprechenden Stellenangabe; die Stellenangaben sind jetzt in kleinerer Schrift ausgeführt.
Während die Vorderseite weiterhin dem Original entsprechend in deutscher Sprache beschriftet ist und überwiegend Deutsch-Balten auflistet, ist die Rückseite heute lettisch beschriftet, zunächst mit dem Bibelvers „Pieminiet savus vadītājus, kas jums Dieva vārdu runājuši“ (übersetzt: „Gedenkt an eure Lehrer, die euch das Wort Gottes gesagt haben)“ und der Stellenangabe „Ebr 13,7“ (Hebr 13,7), das Zitat ist also gegenüber der deutschsprachigen Vorderseite erweitert worden. Nach einem Einleitungssatz folgen dann die Namen der sieben Letten unter den auf der Vorderseite aufgelisteten Pastoren, diesmal in lettischer Schreibweise mit Vornamen, nämlich zunächst die Märtyrer:
- Ludvigs Čiško (Ludwig Tschischko in deutscher Schreibweise)
- Adams Jende (Adam Jende)
- Kristaps Strautmanis (Christoph Strautmann)
- Edgars Hasmanis (Edgar Haßmann)
- Konstantīns Ūders (Konstantin Uhder)

Und, nach einer Überleitung, die Namen der Letten unter den Bekennern:
- Vilhelms Kaspars (Wilhelm Kaspar in deutscher Schreibweise)
- Pēteris Rozenbergs (Peter Rosenberg)

Danach folgt ein weiterer Bibelvers: „Esi uzticīgs līdz nāvei, tad es tev došu dzīvības vainagu“ (übersetzt: „Sei getreu bis an den Tod, so will ich dir die Krone des Lebens geben“) mit der Stellenangabe „Jn Atkl 2,10“ (Offb 2,10 ). Der Vers wurde also gegenüber der deutschsprachigen Vorderseite ausgetauscht. Zuunterst auf der rechten Seite folgt „Renovatum Domus Rigensis 2006“, da die Wiedererrichtung von Domus Rigensis getragen wurde.
Die Rückseite entspricht also im Aufbau der Vorderseite, schafft aber jetzt durch Sprache und Auswahl der Namen einen Ausgleich zu der deutsch-baltischen Dominanz auf der vom ursprünglichen Stein übernommenen Vorderseite.

## Weitere Nutzung
Auch in den nächsten Jahren nach seiner ersten Einweihung war der Rigaer Märtyrerstein ein wichtiger Ort des Gedenkens an die Opfer der bolschewistischen Besatzung. Allerdings wurde nun auch an die gefallenen Soldaten der Landeswehr erinnert. Als Beispiel sei der dritte Jahrestag der Eroberung Rigas, der 22. Mai 1922, genannt. Die deutsch-baltischen Geschäfte und Büros blieben geschlossen. Die Angehörigen der Opfer gingen auf die Friedhöfe. Am Märtyrerstein fand eine Versammlung früherer Gemeindemitglieder und Freunde der aufgelisteten Pastoren statt, die vom deutsch-baltischen Bischof Poelchau eröffnet wurde; Predigttext war Offb 21,3 . Der Märtyrerstein war jetzt aber nur noch ein Nebenschauplatz neben dem andernorts stattfindenden Gedenken an die militärischen Opfer, Predigten fanden hier weiterhin statt; die Kirche spielte aber beim Gedenken an den 22. Mai 1919 nur noch eine Nebenrolle.

## Zerstörung und Wiedererrichtung
Nach dem Zweiten Weltkrieg wurde der Rigaer Märtyrerstein von der sowjetischen Verwaltung zerstört. Im Zuge der Bestrebungen, den Großen Friedhof wiederherzustellen, konnte auch der Märtyrerstein im Jahre 2006 durch die Initiative von Gerhard Mietens und die Mithilfe von Domus Rigensis und dem Verein zur Förderung Baltischer Baudenkmäler neu eingeweiht werden. Auf der Rückseite werden jetzt die Namen der sieben lettischen Pastoren noch einmal in lettischer Sprache mit Vornamen wiederholt, während die Vorderseite dem deutschsprachigen Original entspricht.

## Biographische Daten der aufgelisteten Pastoren
Die Reihenfolge in der Tabelle entspricht der auf der Vorderseite des Rigaer Märtyrersteins. Die Namen der auf der Rückseite wiederholten lettischen Geistlichen sind kursiv geschrieben. Die lettischen Namensvarianten sind in Klammern angegeben. Die Datumsangaben folgen dem julianischen Kalender.
| Name                                                    | Geburtsdatum | Ordinationsdatum | Gemeinde (1914)                                              |
| ------------------------------------------------------- | ------------ | ---------------- | ------------------------------------------------------------ |
| Hermann Bergengruen (Hermanis Bergengrūens)             | 08.06.1872   | 17.02.1902       | Wenden, deutsche Stadtgemeinde (Cēsis)                       |
| Erhard Doebler (Erhards Deblers)                        | 04.08.1882   | 05.02.1912       | Riga, Gemeinde des Diakonissenhauses                         |
| August Eckhardt                                         | 20.04.1868   | 13.12.1892       | Riga, Dom                                                    |
| Theodor Hoffmann (Teodors Hofmanis)                     | 01.02.1865   | 15.11.1892       | Riga, St. Petri                                              |
| Eberhard Savary (Eberhards Savarijs / Zāvari / Safari)  | 12.04.1863   | 13.03.1888       | Ascheraden (Aizkraukle)                                      |
| Eugen Scheuermann (Eižens Šeuermans / Šeiermanis)       | 12.09.1856   | 29.05.1883       | Riga, Thorensberg (Torņakalns), Luther-Gemeinde              |
| Theodor Taube (Teodors Taube)                           | 01.02.1864   | 01.05.1888       | Riga, Martins-Gemeinde, deutscher Teil                       |
| Ernst Fromhold-Treu (Ernsts Fromholds-Treijs)           | 03.02.1861   | 29.11.1885       | Riga, Strasdenhof (Strazdumuiža), Blindenasyl, Direktor      |
|                                                         |              |                  |                                                              |
| Heinrich Leonhard Adolphi (Heinrihs Leonhards Ādolfijs) | 09.10.1852   | 30.12.1879       | Adsel (Gaujiena mahz. m.)                                    |
| Eugen Berg (Eižens Bergs)                               | 24.08.1855   | 08.09.1885       | Palzmar-Serbigal (Palsmane mahz. m.)                         |
| Alexander Bernewitz (Aleksand(e)rs Bernevics)           | 31.03.1863   | 14.08.1888       | Kandau (Kandava)                                             |
| Hans Bielenstein (Ansis Bīlenšteins)                    | 13.02.1863   | 14.05.1888       | Alt- und Neu-Rahden (Vecsaule und Jaunsaule)                 |
| Heinrich Bosse (Heinrihs Bose)                          | 06.09.1871   | 26.04.1898       | Wohlfahrt (Ēvele mahz. m.)                                   |
| Wilhelm Gilbert (Vilhelms Gilberts)                     | 24.12.1868   | 07.11.1899       | Siuxt (Džūkste-m.)                                           |
| Wilhelm Grüner (Vilhelms Grīners)                       | 01.09.1891   | ?                | 1919: Ronneburg (Rauna)                                      |
| Traugott Hahn (Traugots Hāns)                           | 01.02.1875   | 16.05.1899       | Jurjeff, Universitätsgemeinde (Tartu Ülikooli kogudus)       |
| Edgar Haßmann (Edgars Hasmanis)                         | 31.01.1884   | 1914             | Fellin (Viljandi), Adjunkt von Jaan Lattik                   |
| Carl Immanuel Philipp Hesse                             | 13.09.1875   | 30.05.1904       | Jewe (Jõhvi kih.)                                            |
| Adam Jende (Ādams Jende)                                | 06.10.1861   | 01.08.1893       | Ronnenburg (Rauna mahz. m.)                                  |
| Xaver Marnitz (Ksavers Marnics)                         | 09.08.1855   | 20.02.1883       | Uexküll-Kircholm (Ikšķile und Salaspils)                     |
| Karl Moltrecht (Kārlis Moltrehts)                       | 12.05.1860   | 26.01.1887       | Dondangen (Dundaga)                                          |
| Walther Paucker                                         | 07.03.1878   | 01.04.1907       | Wesenberg (Rakvere kih.)                                     |
| Arnold von Rutkowski (Arnolds (fon) Rutkovskis)         | 28.02.1865   | ?                | 1901: Hofzumberge (Tērvete)                                  |
| Theodor Scheinpflug (Teodors Augusts Šeinpflugs)        | 06.05.1862   | 19.11.1889       | Pernigel (Liepupe mahz. m.)                                  |
| Karl Schlau (Karls Šlaus / Kārlis Šlavs)                | 10.02.1851   | 05.02.1878       | Salis (Salacgrīva mahz. m.)                                  |
| Moritz Wilhelm Paul Schwartz                            | 04.11.1864   | 12.03.1889       | Jurjeff, St. Johannis (Tartu Jaani kogudus), Pastor-Diakonus |
| Christoph Strautmann (Kristaps Strautmanis)             | 11.11.1860   | 05.05.1896       | Bauske (Bauska), lettische Gemeinde                          |
| Paul Fromhold-Treu (Pauls Fromholds-Treijs)             | 22.05.1854   | 16.08.1881       | Riga, St. Trinitatis-Gemeinde                                |
| Ludwig Johannes Tschischko (Ludvigs Jānis Čiško)        | 18.06.1858   | 10.01.1893       | St. Matthiä (Matīši mahz. m.)                                |
| Konstantin Uhder (Konstantīns Ūders / Ūdris)            | 19.02.1870   | 20.04.1903       | Aahof (Lejasmuiža mahz. m.)                                  |
| Richard Alexander Georg Wühner                          | 16.09.1872   | 28.09.1897       | Walk, estnische St. Petri-Gemeinde                           |
| Paul Wachtsmuth (Pauls Vah(t)smuts)                     | 15.05.1879   | 09.11.1903       | Mitau (Jelgava), St. Johannis, deutsche Stadtgemeinde        |
|                                                         |              |                  |                                                              |
| Oskar Bidder (Oskars Bidders)                           | 27.03.1866   | 20.11.1894       | Riga, St. Jakobi, Gefängnisgemeinde                          |
| Gustav Cleemann (Gustavs Bernhards Kristians Klēmanis)  | 16.09.1858   | 17.11.1885       | Riga, Jesus-Gemeinde                                         |
| Eduard Paul Benedict Frese                              | 19.11.1872   | 13.09.1898       | Waiwara (Vaivara kih.)                                       |
| Alfred Geist                                            | 10.12.1863   | 27.11.1887       | Riga, evangelisch-reformierte Gemeinde                       |
| Erwin Gross (Ervins Johans Gross)                       | 24.09.1870   | 24.09.1895       | Roop (Straupe)                                               |
| Wilhelm Kaspar (Vilhelms Kaspars)                       | 03.01.1853   | 23.12.1881       | Schujen-Lodenhof (Skujenes-Lodes mahz. m.)                   |
| Peter Rosenberg (Pēteris Rozenbergs)                    | 28.06.1871   | 03.12.1901       | Riga, Martins-Gemeinde, lettischer Teil                      |
| Arthur Walter (Artūrs Hugo Valters)                     | 20.09.1860   | 31.03.1885       | Riga, Neu-St. Gertrud                                        |

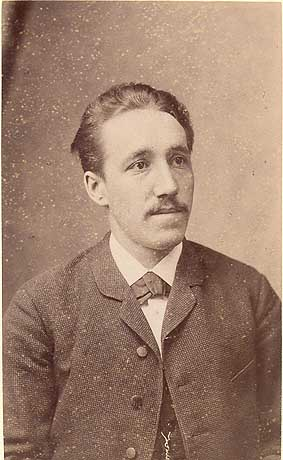
Eberhard Savary
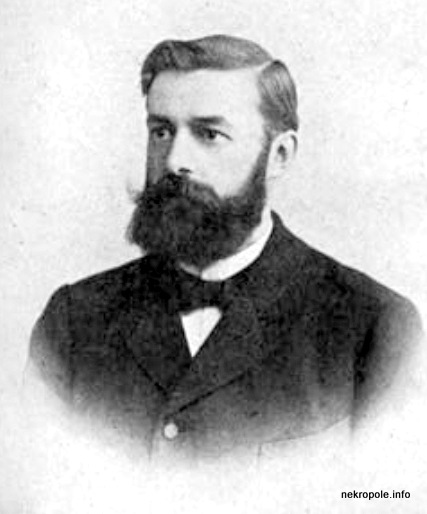
Hans Bielenstein
Traugott Hahn
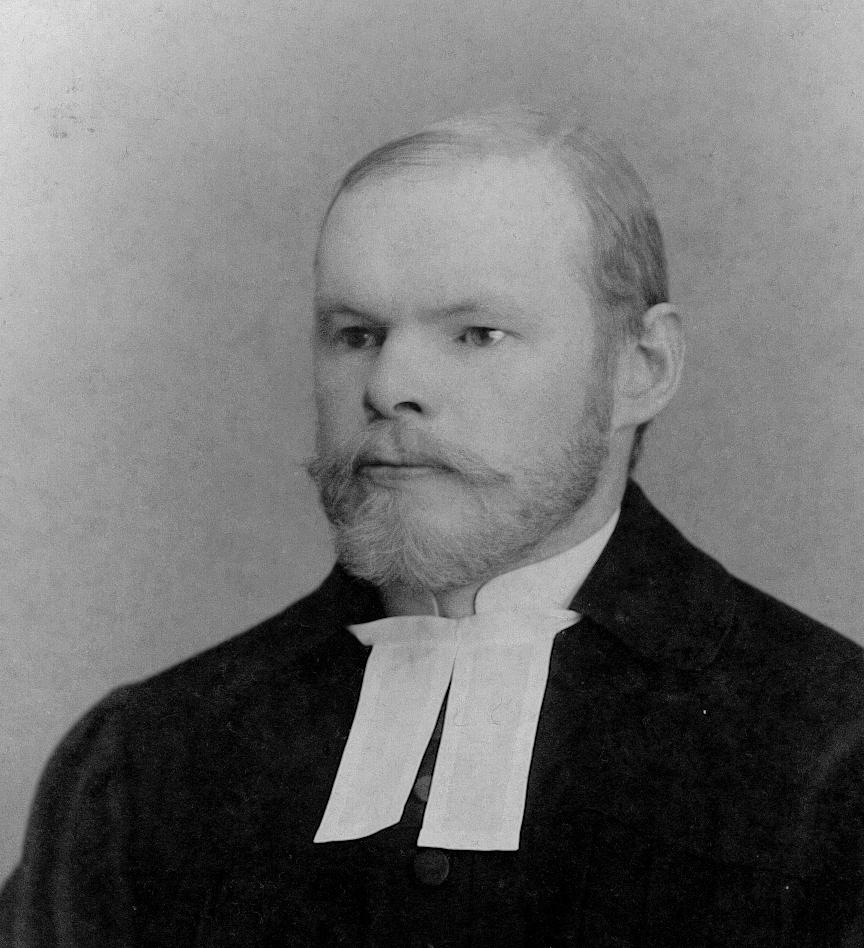
Carl Immanuel P. Hesse
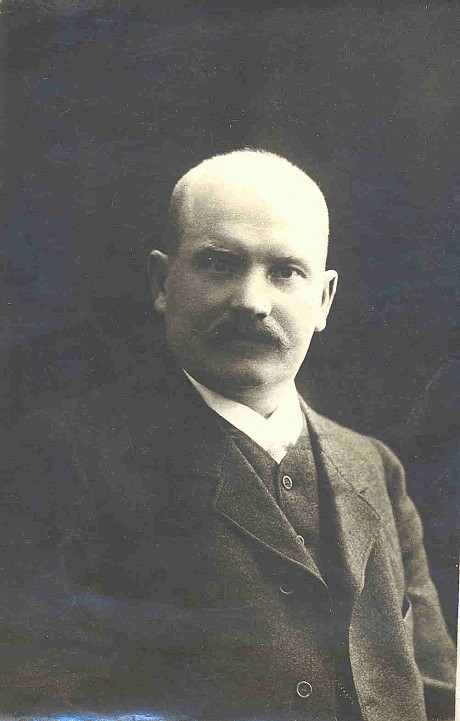
Adam Jende
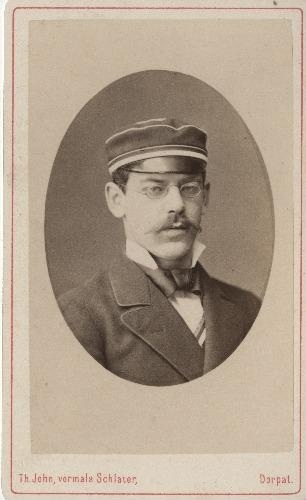
Karl Moltrecht
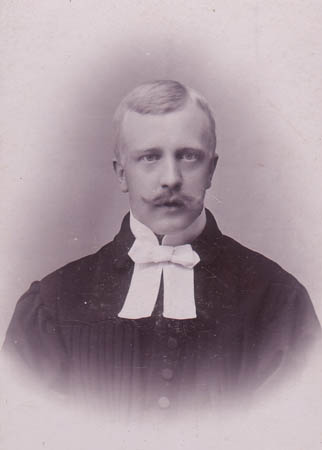
Walther Paucker
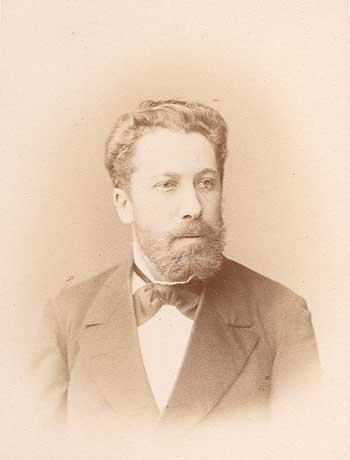
Karl Schlau
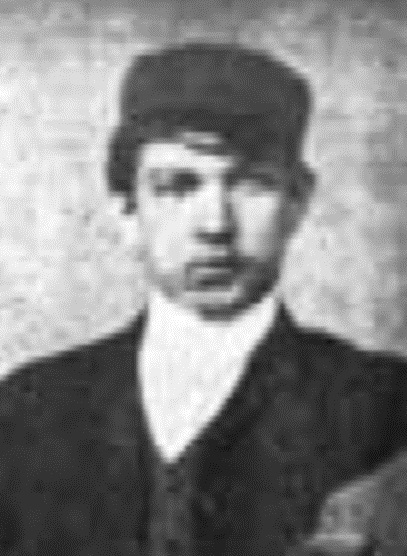
Konstantin Uhder
Paul Wachtsmuth